# Muhàmmad Abd al-Mumin
Muhàmmad Abd al-Mumin fou kan de Bukharà, fill i successor d'Abu l-Faiz Muhammad Khan (1747-1748). Era gendre de l'atalik Muhàmmad Rahim Byi i fou posat al tron pel seu sogre per no usurpar directament el tron, però sense cap poder, que va quedar totalment a mans de l'atalik.
Va governar només un mesos durant els quals Rahim es va assegurar el control dels antics dominis uzbeks al sud de l'Oxus, incloent Balkh, Maymana, Andkhuy i Badakhxan. La història tradicional diu que un dia es va presentar amb un meló dins un mocador a la seva dona, que li va preguntar que era; "és el cap del teu pare, que va matar el meu i es va apoderar del país", va contestar. L'esposa va relatar aquesta conversa al seu pare; als poc dies durant una excursió al camp, i mentre bevia a una font, els homes de Muhammad Rahim el van matar. Malcom explica la història amb alguna variació, dient que el príncep jugava amb un meló que s'assemblava a Muhammad Rahim. Izzetullah en canvi atribueix la seva mort a una conspiració contra Rahim, i diu que quan l'atalik va anar a dinar a casa del kan i un dels convidats que era un conjurat, va disparar contra Rahim, la bala va creuar per la seva gorra sense matar-lo però va tocar i matar a Muhammad Abd al-Mumin.
Muhammad Rahim va posar al tron a un altre kan titella de nom Muhammad Ubaidullah II.